# Coupe anglo-galloise de rugby à XV 2017-2018
Navigation
LV= Cup 2016-2017 Premiership Rugby Cup 2018-2019
La coupe anglo-galloise oppose pour la saison 2017-2018 les douze équipes anglaises du Aviva Premiership et les quatre franchises galloises du Pro14. 
La compétition débute le 4 novembre 2017 par une phase de poules pour s'achever par une finale disputée le 18 mars 2018. Le déroulement de la première phase est identique à l'édition précédente. Les affrontements ne se font pas au sein d'un même groupe mais de manière inter-groupe. Les équipes arrivées premières de chaque poule sont qualifiées pour la phase de play-off avec des demi-finales et une finale pour l'attribution du titre.
Exeter remporte cette édition de la compétition en battant Bath sur le score de 28 à 11 en finale.

## Liste des équipes en compétition
La compétition oppose pour la saison 2017-2018 les douze équipes anglaises du Aviva Premiership et les quatre franchises galloises du Pro14 :
| - Bath Rugby - Exeter Chiefs - Gloucester - Harlequins | - Leicester Tigers - London Irish - Wasps - Newcastle Falcons | - Northampton Saints - Saracens - Sale Sharks - Worcester Warriors | - Cardiff Blues - Llanelli Scarlets - Dragons - Ospreys |

## Phase de poule

### Détails des matchs

#### 1rejournée
| 3 novembre 2017 | Worcester Warriors | 21 - 24 | Sale Sharks |  |
| 3 novembre 2017 |                    |         |             |  |
| 3 novembre 2017 |                    |         |             |  |

| 4 novembre 2017 | London Irish | 22 - 26 | Bath Rugby |  |
| 4 novembre 2017 |              |         |            |  |
| 4 novembre 2017 |              |         |            |  |

| 4 novembre 2017 | Leicester Tigers | 26 - 24 | Gloucester Rugby |  |
| 4 novembre 2017 |                  |         |                  |  |
| 4 novembre 2017 |                  |         |                  |  |

| 4 novembre 2017 | Wasps | 41 - 53 | Newcastle Falcons |  |
| 4 novembre 2017 |       |         |                   |  |
| 4 novembre 2017 |       |         |                   |  |

| 4 novembre 2017 | Exeter Chiefs | 43 - 28 | Northampton Saints |  |
| 4 novembre 2017 |               |         |                    |  |
| 4 novembre 2017 |               |         |                    |  |

| 5 novembre 2017 | Saracens | 29 - 30 | Harlequins |  |
| 5 novembre 2017 |          |         |            |  |
| 5 novembre 2017 |          |         |            |  |

| 17 novembre 2017 | Dragons | 23 - 18 | Llanelli Scarlets |  |
| 17 novembre 2017 |         |         |                   |  |
| 17 novembre 2017 |         |         |                   |  |

| 17 novembre 2017 | Cardiff Blues | 16 - 26 | Ospreys |  |
| 17 novembre 2017 |               |         |         |  |
| 17 novembre 2017 |               |         |         |  |

#### 2ejournée
| 10 novembre 2017 | Ospreys | 12 - 36 | Wasps |  |
| 10 novembre 2017 |         |         |       |  |
| 10 novembre 2017 |         |         |       |  |

| 10 novembre 2017 | Bath Rugby | 33 - 31 | Leicester Tigers |  |
| 10 novembre 2017 |            |         |                  |  |
| 10 novembre 2017 |            |         |                  |  |

| 10 novembre 2017 | Sale Sharks | 29 - 22 | Saracens |  |
| 10 novembre 2017 |             |         |          |  |
| 10 novembre 2017 |             |         |          |  |

| 11 novembre 2017 | Gloucester Rugby | 47 - 7 | London Irish |  |
| 11 novembre 2017 |                  |        |              |  |
| 11 novembre 2017 |                  |        |              |  |

| 11 novembre 2017 | Newcastle Falcons | 57 - 0 | Cardiff Blues |  |
| 11 novembre 2017 |                   |        |               |  |
| 11 novembre 2017 |                   |        |               |  |

| 11 novembre 2017 | Northampton Saints | 41 - 7 | Dragons |  |
| 11 novembre 2017 |                    |        |         |  |
| 11 novembre 2017 |                    |        |         |  |

| 12 novembre 2017 | Harlequins | 45 - 37 | Worcester Warriors |  |
| 12 novembre 2017 |            |         |                    |  |
| 12 novembre 2017 |            |         |                    |  |

| 12 novembre 2017 | Llanelli Scarlets | 0 - 40 | Exeter Chiefs |  |
| 12 novembre 2017 |                   |        |               |  |
| 12 novembre 2017 |                   |        |               |  |

#### 3ejournée
| 27 janvier 2018 | Bath Rugby | 21 - 8 | Newcastle Falcons |  |
| 27 janvier 2018 |            |        |                   |  |
| 27 janvier 2018 |            |        |                   |  |

| 26 janvier 2018 | Gloucester Rugby | 43 - 20 | Ospreys |  |
| 26 janvier 2018 |                  |         |         |  |
| 26 janvier 2018 |                  |         |         |  |

| 27 janvier 2018 | Harlequins | 35 - 7 | Llanelli Scarlets |  |
| 27 janvier 2018 |            |        |                   |  |
| 27 janvier 2018 |            |        |                   |  |

| 27 janvier 2018 | Leicester Tigers | 24 - 12 | Cardiff Blues |  |
| 27 janvier 2018 |                  |         |               |  |
| 27 janvier 2018 |                  |         |               |  |

| 27 janvier 2018 | London Irish | 66 - 7 | Wasps |  |
| 27 janvier 2018 |              |        |       |  |
| 27 janvier 2018 |              |        |       |  |

| 27 janvier 2018 | Sale Sharks | 20 - 24 | Northampton Saints |  |
| 27 janvier 2018 |             |         |                    |  |
| 27 janvier 2018 |             |         |                    |  |

| 27 janvier 2018 | Saracens | 41 - 21 | Dragons |  |
| 27 janvier 2018 |          |         |         |  |
| 27 janvier 2018 |          |         |         |  |

| 27 janvier 2018 | Worcester Warriors | 31 - 21 | Exeter Chiefs |  |
| 27 janvier 2018 |                    |         |               |  |
| 27 janvier 2018 |                    |         |               |  |

#### 4ejournée
| 2 février 2018 | Cardiff Blues | 21 - 42 | London Irish |  |
| 2 février 2018 |               |         |              |  |
| 2 février 2018 |               |         |              |  |

| 2 février 2018 | Dragons | 33 - 27 | Worcester Warriors |  |
| 2 février 2018 |         |         |                    |  |
| 2 février 2018 |         |         |                    |  |

| 3 février 2018 | Exeter Chiefs | 43 - 20 | Saracens |  |
| 3 février 2018 |               |         |          |  |
| 3 février 2018 |               |         |          |  |

| 3 février 2018 | Newcastle Falcons | 31 - 19 | Gloucester Rugby |  |
| 3 février 2018 |                   |         |                  |  |
| 3 février 2018 |                   |         |                  |  |

| 2 février 2018 | Northampton Saints | 36 - 10 | Harlequins |  |
| 2 février 2018 |                    |         |            |  |
| 2 février 2018 |                    |         |            |  |

| 2 février 2018 | Ospreys | 19 - 32 | Bath Rugby |  |
| 2 février 2018 |         |         |            |  |
| 2 février 2018 |         |         |            |  |

| 2 février 2018 | Llanelli Scarlets | 18 - 45 | Sale Sharks |  |
| 2 février 2018 |                   |         |             |  |
| 2 février 2018 |                   |         |             |  |

| 4 février 2018 | Wasps | 50 - 28 | Leicester Tigers |  |
| 4 février 2018 |       |         |                  |  |
| 4 février 2018 |       |         |                  |  |

### Classement des poules
| Rang | Club           | J | V | N | D | Bo | Bd | Pm  | Pe  | Diff | Pts |
| ---- | -------------- | - | - | - | - | -- | -- | --- | --- | ---- | --- |
| 1    | Bath Rugby     | 4 | 4 | 0 | 0 | 1  | 0  | 112 | 80  | +32  | 17  |
| 2    | Gloucester RFC | 4 | 2 | 0 | 2 | 2  | 1  | 133 | 84  | +49  | 11  |
| 3    | Wasps          | 4 | 2 | 0 | 2 | 3  | 0  | 134 | 159 | -25  | 11  |
| 4    | Cardiff Blues  | 4 | 0 | 0 | 4 | 0  | 0  | 49  | 149 | -100 | 0   |

| Rang | Club                  | J | V | N | D | Bo | Bd | Pm  | Pe  | Diff | Pts |
| ---- | --------------------- | - | - | - | - | -- | -- | --- | --- | ---- | --- |
| 1    | Exeter Chiefs         | 4 | 3 | 0 | 1 | 3  | 0  | 147 | 79  | +68  | 15  |
| 2    | Harlequins            | 3 | 3 | 0 | 0 | 3  | 0  | 120 | 109 | +11  | 15  |
| 3    | Sale Sharks           | 4 | 3 | 0 | 1 | 1  | 1  | 118 | 85  | +33  | 14  |
| 3    | Newport Gwent Dragons | 4 | 2 | 0 | 2 | 1  | 0  | 84  | 126 | -42  | 9   |

| Rang | Club               | J | V | N | D | Bo | Bd | Pm  | Pe  | Diff | Pts |
| ---- | ------------------ | - | - | - | - | -- | -- | --- | --- | ---- | --- |
| 1    | Northampton Saints | 4 | 3 | 0 | 1 | 3  | 0  | 129 | 80  | +49  | 15  |
| 2    | Worcester Warriors | 4 | 1 | 0 | 3 | 2  | 2  | 116 | 123 | -7   | 8   |
| 3    | Saracens           | 4 | 1 | 0 | 3 | 2  | 2  | 111 | 123 | -12  | 8   |
| 4    | Llanelli Scarlets  | 4 | 0 | 0 | 4 | 0  | 1  | 43  | 143 | -100 | 1   |

| Rang | Club                 | J | V | N | D | Bo | Bd | Pm  | Pe  | Diff | Pts |
| ---- | -------------------- | - | - | - | - | -- | -- | --- | --- | ---- | --- |
| 1    | Newcastle Falcons    | 4 | 3 | 0 | 1 | 3  | 0  | 149 | 81  | +68  | 15  |
| 2    | London Irish         | 4 | 2 | 0 | 2 | 3  | 1  | 137 | 101 | +36  | 12  |
| 3    | Leicester Tigers (T) | 4 | 2 | 0 | 2 | 2  | 1  | 109 | 119 | -10  | 11  |
| 4    | Ospreys              | 4 | 1 | 0 | 3 | 0  | 0  | 77  | 127 | -50  | 4   |

|  | Qualifiés pour la phase finale (no 1 de chaque poule). |
|  | T : Tenant du titre 2017                               |

Attribution des points : victoire sur tapis vert : 5, victoire : 4, match nul : 2, défaite : 0, forfait : -2 ; plus les bonus (offensif : au moins 4 essais marqués ; défensif : défaite par 7 points d'écart ou moins).
Règles de classement : ?

## Phase finale

### Demi-finales
| 9 mars 2018 | Bath Rugby                                                                                | 13 - 12 (10-9) | Northampton Saints                         | The Recreation Ground 8 455 spectateurs |
| 9 mars 2018 | Essai(s) : Douglas (18e) Transformation(s) : Lewis (19e) Pénalité(s) : Lewis 2 (18e, 47e) |                | Pénalité(s) : Myler 4 (23e, 28e, 31e, 55e) | The Recreation Ground 8 455 spectateurs |
| 9 mars 2018 |                                                                                           |                |                                            | The Recreation Ground 8 455 spectateurs |

| 11 mars 2018 | Exeter Chiefs | 20 - 17 (7-17) | Newcastle Falcons                                                                                          | Sandy Park 8 833 spectateurs |
| 11 mars 2018 | Essai(s) : Townsend (2e), Simmonds (47e) Transformation(s) : Simmonds 2 (3e, 48e) Pénalité(s) : Simmonds 2 (65e, 77e) |                | Essai(s) : Cooper (25e), Hammersley (32e) Transformation(s) : Flood 2 (26e, 33e) Pénalité(s) : Flood (12e) | Sandy Park 8 833 spectateurs |
| 11 mars 2018 | |                | | Sandy Park 8 833 spectateurs |

### Finale
| 30 mars 2018 | Bath Rugby                                           | 11 - 28 (8-22) | Exeter Chiefs | Kingsholm Stadium 8 074 spectateurs |
| 30 mars 2018 | Essai(s) : Vuna (25e) Pénalité(s) : Burns (18e, 53e) |                | Essai(s) : Innard 2 (4e, 29e), Salmon (32e) Transformation(s) : Simmonds 2 (6e, 31e) Pénalité(s) : Simmonds 3 (10e, 13e, 67e) | Kingsholm Stadium 8 074 spectateurs |
| 30 mars 2018 |                                                      |                | | Kingsholm Stadium 8 074 spectateurs |